# Aphonopelma cryptethum
Aphonopelma cryptethum là một loài nhện trong họ Theraphosidae.
Loài này thuộc chi Aphonopelma. Aphonopelma cryptethum được Ralph Vary Chamberlin miêu tả năm 1940.